# Scoliokona baliensis
Scoliokona baliensis — вид лускокрилих комах родини склівок (Sesiidae). Описаний у 2021 році.

## Поширення
Ендемік індонезійського острова Балі. Відомі зразки зібрані на краю вторинного лісу та кокосових плантацій.